# Copa do Mundo FIFA de 2010 – Grupo G

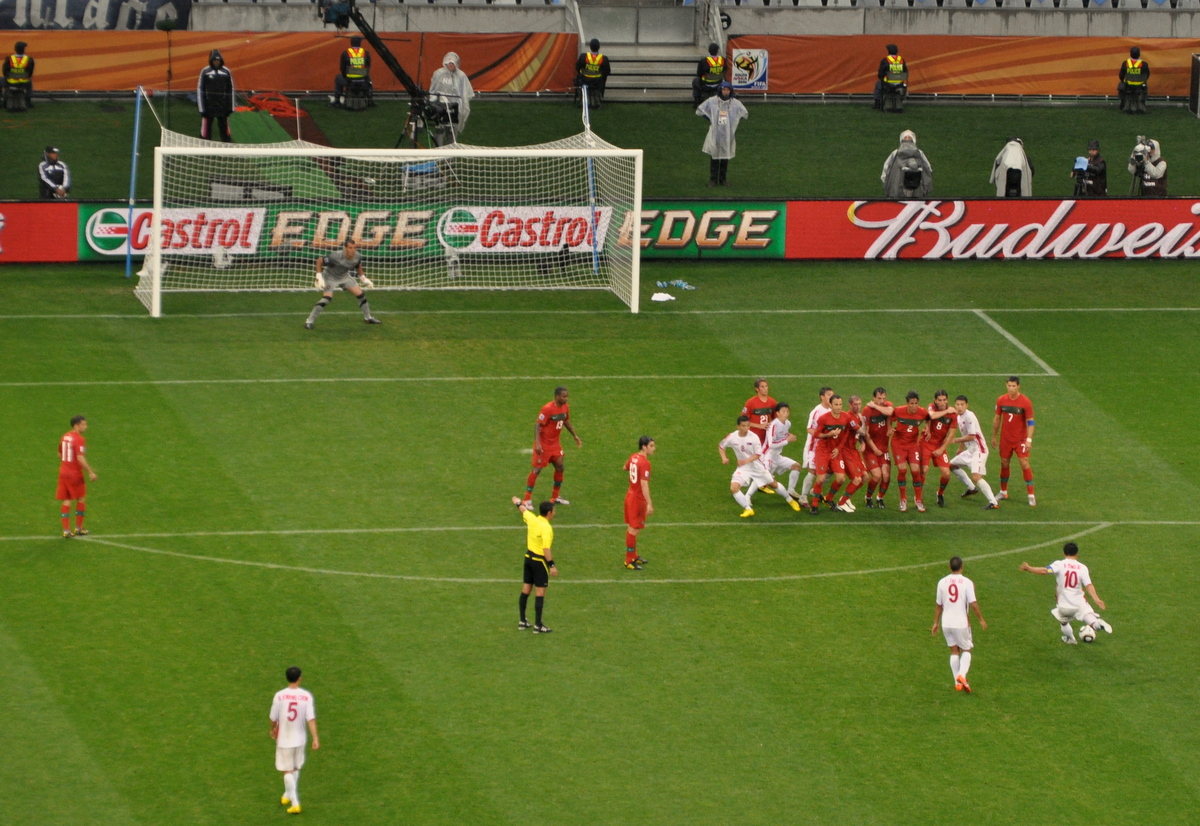
Portugal vs Coréia do Norte.

Essas foram as partidas do grupo G da Copa do Mundo FIFA de 2010.

## Encontros anteriores em Copas do Mundo
- Costa do Marfim x Portugal: nenhum encontro
- Brasil x Coreia do Norte: nenhum encontro
- Brasil x Costa do Marfim: nenhum encontro
- Portugal x Coreia do Norte:
  - 1966, quartas de final: Portugal 5–3 Coreia do Norte
- Portugal x Brasil:
  - 1966, fase de grupos: Portugal 3–1 Brasil
- Coreia do Norte x Costa do Marfim: nenhum encontro

## Classificação
| Pos | Equipe          | Pts | J | V | E | D | GP | GC | SG  | Classificado      |
| --- | --------------- | --- | - | - | - | - | -- | -- | --- | ----------------- |
| 1   | Brasil          | 7   | 3 | 2 | 1 | 0 | 5  | 2  | +3  | Fase eliminatória |
| 2   | Portugal        | 5   | 3 | 1 | 2 | 0 | 7  | 0  | +7  | Fase eliminatória |
| 3   | Costa do Marfim | 4   | 3 | 1 | 1 | 1 | 4  | 3  | +1  | Eliminado         |
| 4   | Coreia do Norte | 0   | 3 | 0 | 0 | 3 | 1  | 12 | −11 | Eliminado         |

## Resultados
As partidas estão no fuso horário da África do Sul (UTC+2).

### Costa do Marfim – Portugal
| 15 de junho | Costa do Marfim | 0 – 0     | Portugal | Nelson Mandela Bay Stadium, Porto Elizabeth  |
| 16:00       |                 | Relatório |          | Público: 37 034 Árbitro: URU Jorge Larrionda |

| C. do Marfim | Portugal |

| G                   | 1  | Boubacar Barry |     |     |
| LD                  | 20 | Guy Demel      | 21' |     |
| Z                   | 4  | Kolo Touré     |     |     |
| Z                   | 5  | Didier Zokora  | 7'  |     |
| LE                  | 17 | Siaka Tiéné    |     |     |
| V                   | 19 | Yaya Touré     |     |     |
| V                   | 21 | Emmanuel Eboué |     | 89' |
| V                   | 9  | Cheick Tioté   |     |     |
| M                   | 10 | Gervinho       |     | 82' |
| M                   | 8  | Salomon Kalou  |     | 66' |
| A                   | 15 | Aruna Dindane  |     |     |
| Substituições:      |    |                |     |     |
| V                   | 13 | Romaric        |     | 89' |
| M                   | 18 | Kader Keïta    |     | 82' |
| A                   | 11 | Didier Drogba  |     | 66' |
| Treinador:          |    |                |     |     |
| Sven-Göran Eriksson |    |                |     |     |

| G              | 1  | Eduardo           |     |     |
| LD             | 3  | Paulo Ferreira    |     |     |
| Z              | 2  | Bruno Alves       |     |     |
| Z              | 6  | Ricardo Carvalho  |     |     |
| LE             | 23 | Fábio Coentrão    |     |     |
| V              | 8  | Pedro Mendes      |     |     |
| V              | 16 | Raul Meireles     |     | 85' |
| M              | 10 | Danny             |     | 55' |
| M              | 20 | Deco              |     | 62' |
| A              | 7  | Cristiano Ronaldo | 21' |     |
| A              | 9  | Liédson           |     |     |
| Substituições: |    |                   |     |     |
| V              | 17 | Ruben Amorim      |     | 85' |
| V              | 19 | Tiago             |     | 62' |
| A              | 11 | Simão Sabrosa     |     | 55' |
| Treinador:     |    |                   |     |     |
| Carlos Queiroz |    |                   |     |     |

Homem da partida
- Cristiano Ronaldo

### Brasil – Coreia do Norte
| 15 de junho | Brasil                 | 2 – 1     | Coreia do Norte | Ellis Park Stadium, Joanesburgo            |
| 20:30       | Maicon 55' · Elano 72' | Relatório | Ji Yun-Nam 89'  | Público: 54 331 Árbitro: HUN Viktor Kassai |

| Brasil | Coreia Norte |

| G              | 1  | Júlio César    |     |     |
| LD             | 2  | Maicon         |     |     |
| Z              | 3  | Lúcio          |     |     |
| Z              | 4  | Juan           |     |     |
| LE             | 6  | Michel Bastos  |     |     |
| V              | 8  | Gilberto Silva |     |     |
| V              | 7  | Elano          |     | 73' |
| V              | 5  | Felipe Melo    |     | 84' |
| M              | 10 | Kaká           |     | 78' |
| A              | 11 | Robinho        |     |     |
| A              | 9  | Luís Fabiano   |     |     |
| Substituições: |    |                |     |     |
| V              | 18 | Ramires        | 88' | 84' |
| M              | 13 | Daniel Alves   |     | 73' |
| A              | 21 | Nilmar         |     | 78' |
| Treinador:     |    |                |     |     |
| Dunga          |    |                |     |     |

| G              | 1  | Ri Myong-Guk  |  |     |
| LD             | 2  | Cha Jong-Hyok |  |     |
| Z              | 4  | Pak Nam-Chol  |  |     |
| Z              | 13 | Pak Chol-Jin  |  |     |
| Z              | 3  | Ri Jun-Il     |  |     |
| LE             | 5  | Ri Kwang-Chon |  |     |
| V              | 8  | Ji Yun-Nam    |  |     |
| V              | 17 | Ahn Young-Hak |  |     |
| M              | 10 | Hong Yong-Jo  |  |     |
| M              | 11 | Mun In-Guk    |  | 80' |
| A              | 9  | Jong Tae-Se   |  |     |
| Substituições: |    |               |  |     |
| A              | 6  | Kim Kum-Il    |  | 80' |
| Treinador:     |    |               |  |     |
| Kim Jong-Hun   |    |               |  |     |

Homem da partida
- Maicon

### Brasil – Costa do Marfim
| 20 de junho | Brasil                            | 3 – 1     | Costa do Marfim | Soccer City, Joanesburgo                     |
| 20:30       | Luís Fabiano 25', 50' · Elano 62' | Relatório | Drogba 79'      | Público: 84 455 Árbitro: FRA Stéphane Lannoy |

| Brasil | C. do Marfim |

| G              | 1  | Júlio César    |          |       |
| LD             | 2  | Maicon         |          |       |
| Z              | 3  | Lúcio          |          |       |
| Z              | 4  | Juan           |          |       |
| LE             | 6  | Michel Bastos  |          |       |
| V              | 5  | Felipe Melo    |          |       |
| V              | 7  | Elano          |          | 68'   |
| V              | 8  | Gilberto Silva |          |       |
| M              | 10 | Kaká           | 85', 88' |       |
| A              | 9  | Luís Fabiano   |          |       |
| A              | 11 | Robinho        |          | 90+3' |
| Substituições: |    |                |          |       |
| V              | 18 | Ramires        |          | 90+3' |
| M              | 13 | Daniel Alves   |          | 68'   |
| Treinador:     |    |                |          |       |
| Dunga          |    |                |          |       |

| G                   | 1  | Boubacar Barry |     |     |
| LD                  | 20 | Guy Demel      |     |     |
| Z                   | 4  | Kolo Touré     |     |     |
| Z                   | 5  | Didier Zokora  |     |     |
| LE                  | 17 | Siaka Tiéné    | 31' |     |
| V                   | 9  | Ismael Tioté   | 86' |     |
| V                   | 19 | Yaya Touré     |     |     |
| V                   | 21 | Emmanuel Eboué |     | 72' |
| M                   | 8  | Salomon Kalou  |     | 68' |
| A                   | 11 | Didier Drogba  |     |     |
| A                   | 15 | Aruna Dindane  |     | 54' |
| Substituições:      |    |                |     |     |
| V                   | 13 | Romaric        |     | 72' |
| M                   | 10 | Gervinho       |     | 54' |
| M                   | 18 | Kader Keïta    | 75' | 68' |
| Treinador:          |    |                |     |     |
| Sven-Göran Eriksson |    |                |     |     |

Homem da partida
- Luís Fabiano

### Portugal – Coreia do Norte
| 21 de junho | Portugal                                                                                                | 7 – 0     | Coreia do Norte | Green Point Stadium, Cidade do Cabo     |
| 13:30       | Raul Meireles 29' · Simão 53' · Hugo Almeida 56' · Tiago 60', 89' · Liédson 81' · Cristiano Ronaldo 87' | Relatório |                 | Público: 63 644 Árbitro: CHI Pablo Pozo |

| Portugal | Coreia Norte |

| G              | 1  | Eduardo           |     |     |
| LD             | 13 | Miguel            |     |     |
| Z              | 2  | Bruno Alves       |     |     |
| Z              | 6  | Ricardo Carvalho  |     |     |
| LE             | 23 | Fábio Coentrão    |     |     |
| V              | 8  | Pedro Mendes      | 38' |     |
| V              | 16 | Raul Meireles     |     | 70' |
| M              | 19 | Tiago             |     |     |
| A              | 18 | Hugo Almeida      | 70' | 77' |
| A              | 7  | Cristiano Ronaldo |     |     |
| A              | 11 | Simão             |     | 74' |
| Substituições: |    |                   |     |     |
| V              | 14 | Miguel Veloso     |     | 70' |
| M              | 5  | Duda              |     | 74' |
| A              | 9  | Liédson           |     | 77' |
| Treinador:     |    |                   |     |     |
| Carlos Queiroz |    |                   |     |     |

| G              | 1  | Ri Myong-Guk  |     |     |
| LD             | 2  | Cha Jong-Hyok |     | 75' |
| Z              | 4  | Pak Nam-Chol  |     | 58' |
| Z              | 13 | Pak Chol-Jin  | 32' |     |
| Z              | 3  | Ri Jun-Il     |     |     |
| LE             | 5  | Ri Kwang-Chon |     |     |
| V              | 8  | Ji Yun-Nam    |     |     |
| V              | 17 | Ahn Young-Hak |     |     |
| M              | 10 | Hong Yong-Jo  | 47' |     |
| M              | 11 | Mun In-Guk    |     | 58' |
| A              | 9  | Jong Tae-Se   |     |     |
| Substituições: |    |               |     |     |
| Z              | 16 | Nam Song-Chol |     | 75' |
| M              | 15 | Kim Yong-Jun  |     | 58' |
| A              | 6  | Kim Kum-Il    |     | 58' |
| Treinador:     |    |               |     |     |
| Kim Jong-Hun   |    |               |     |     |

Homem da partida
- Cristiano Ronaldo

### Portugal – Brasil
| 25 de junho | Portugal | 0 – 0     | Brasil | Moses Mabhida Stadium, Durban                 |
| 16:00       |          | Relátorio |        | Público: 62 712 Árbitro: MEX Benito Archundia |

| Portugal | Brasil |

| G              | 1  | Eduardo           |     |     |
| LD             | 21 | Ricardo Costa     |     |     |
| Z              | 6  | Ricardo Carvalho  |     |     |
| Z              | 2  | Bruno Alves       |     |     |
| LE             | 5  | Duda              | 25' | 54' |
| V              | 15 | Pepe              | 40' | 64' |
| V              | 16 | Raul Meireles     |     | 84' |
| V              | 19 | Tiago Mendes      | 31' |     |
| M              | 10 | Danny             |     |     |
| M              | 23 | Fábio Coentrão    | 45' |     |
| A              | 7  | Cristiano Ronaldo |     |     |
| Substituições: |    |                   |     |     |
| V              | 8  | Pedro Mendes      |     | 64' |
| V              | 14 | Miguel Veloso     |     | 84' |
| M              | 11 | Simão             |     | 54' |
| Treinador:     |    |                   |     |     |
| Carlos Queiroz |    |                   |     |     |

| G              | 1  | Júlio César    |     |     |
| LD             | 2  | Maicon         |     |     |
| Z              | 3  | Lúcio          |     |     |
| Z              | 4  | Juan           | 25' |     |
| LE             | 6  | Michel Bastos  |     |     |
| V              | 5  | Felipe Melo    | 43' | 44' |
| V              | 8  | Gilberto Silva |     |     |
| M              | 13 | Daniel Alves   |     |     |
| M              | 19 | Júlio Baptista |     | 82' |
| A              | 9  | Luís Fabiano   | 15' | 85' |
| A              | 21 | Nilmar         |     |     |
| Substituições: |    |                |     |     |
| V              | 17 | Josué          |     | 44' |
| V              | 18 | Ramires        |     | 82' |
| A              | 23 | Grafite        |     | 85' |
| Treinador:     |    |                |     |     |
| Dunga          |    |                |     |     |

Homem da partida
- Cristiano Ronaldo

### Coreia do Norte – Costa do Marfim
| 25 de junho | Coreia do Norte | 0 – 3     | Costa do Marfim                        | Mbombela Stadium, Nelspruit                  |
| 16:00       |                 | Relatório | Y. Touré 14' · Romaric 20' · Kalou 82' | Público: 34 763 Árbitro: ESP Alberto Undiano |

| Coreia Norte | C. do Marfim |

| G              | 1  | Ri Myong-Guk  |  |     |
| LD             | 2  | Cha Jong-Hyok |  |     |
| Z              | 3  | Ri Jun-Il     |  |     |
| Z              | 8  | Ji Yun-Nam    |  |     |
| Z              | 13 | Pak Chol-Jin  |  |     |
| LE             | 5  | Ri Kwang-Chon |  |     |
| V              | 4  | Pak Nam-Chol  |  |     |
| V              | 17 | Ahn Young-Hak |  |     |
| M              | 10 | Hong Yong-Jo  |  |     |
| M              | 11 | Mun In-Guk    |  | 67' |
| A              | 9  | Jong Tae-Se   |  |     |
| Substituições: |    |               |  |     |
| A              | 12 | Choe Kum-Chol |  | 67' |
| Treinador:     |    |               |  |     |
| Kim Jong-Hun   |    |               |  |     |

| G                   | 1  | Boubacar Barry |  |     |
| LD                  | 21 | Emmanuel Eboué |  |     |
| Z                   | 4  | Kolo Touré     |  |     |
| Z                   | 5  | Didier Zokora  |  |     |
| LE                  | 3  | Arthur Boka    |  |     |
| V                   | 9  | Ismael Tioté   |  |     |
| V                   | 13 | Romaric        |  | 79' |
| V                   | 19 | Yaya Touré     |  |     |
| M                   | 10 | Gervinho       |  | 64' |
| M                   | 18 | Kader Keïta    |  | 64' |
| A                   | 11 | Didier Drogba  |  |     |
| Substituições:      |    |                |  |     |
| M                   | 8  | Salomon Kalou  |  | 64' |
| A                   | 7  | Seydou Doumbia |  | 79' |
| A                   | 15 | Aruna Dindane  |  | 64' |
| Treinador:          |    |                |  |     |
| Sven-Göran Eriksson |    |                |  |     |

Homem da partida
- Didier Drogba